# 重迫病
重迫病（じゅうはくびょう）は、非常に重度の腰痛に用いられる呼称である。ひどいものになると歩行困難になることさえある。

## 本来の用法

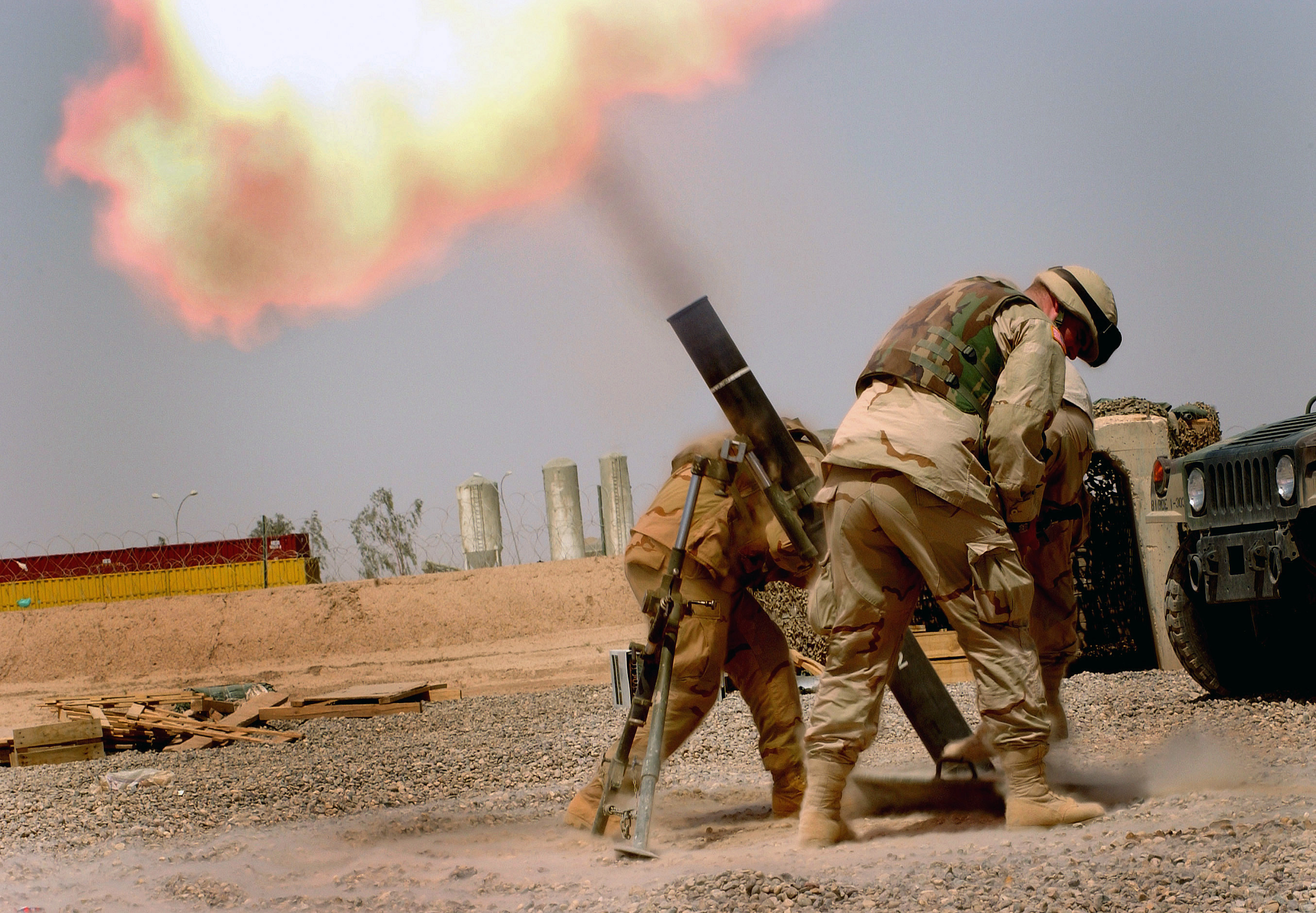
120mm迫撃砲M120で砲撃する米兵

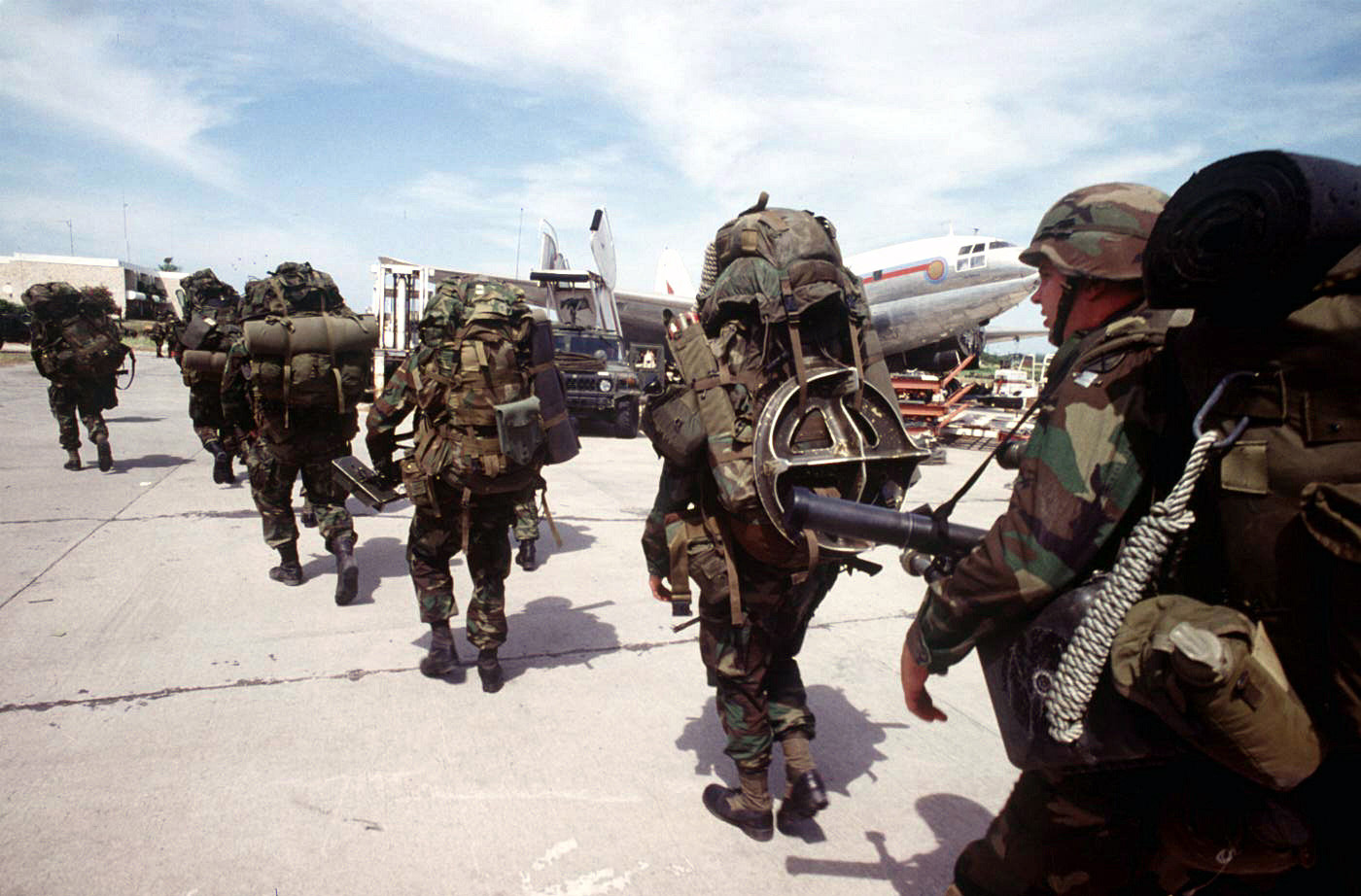
分解した迫撃砲を運ぶ兵士たち。手前の者が砲身部を携え、その前の背嚢に床盤が吊り下げられている

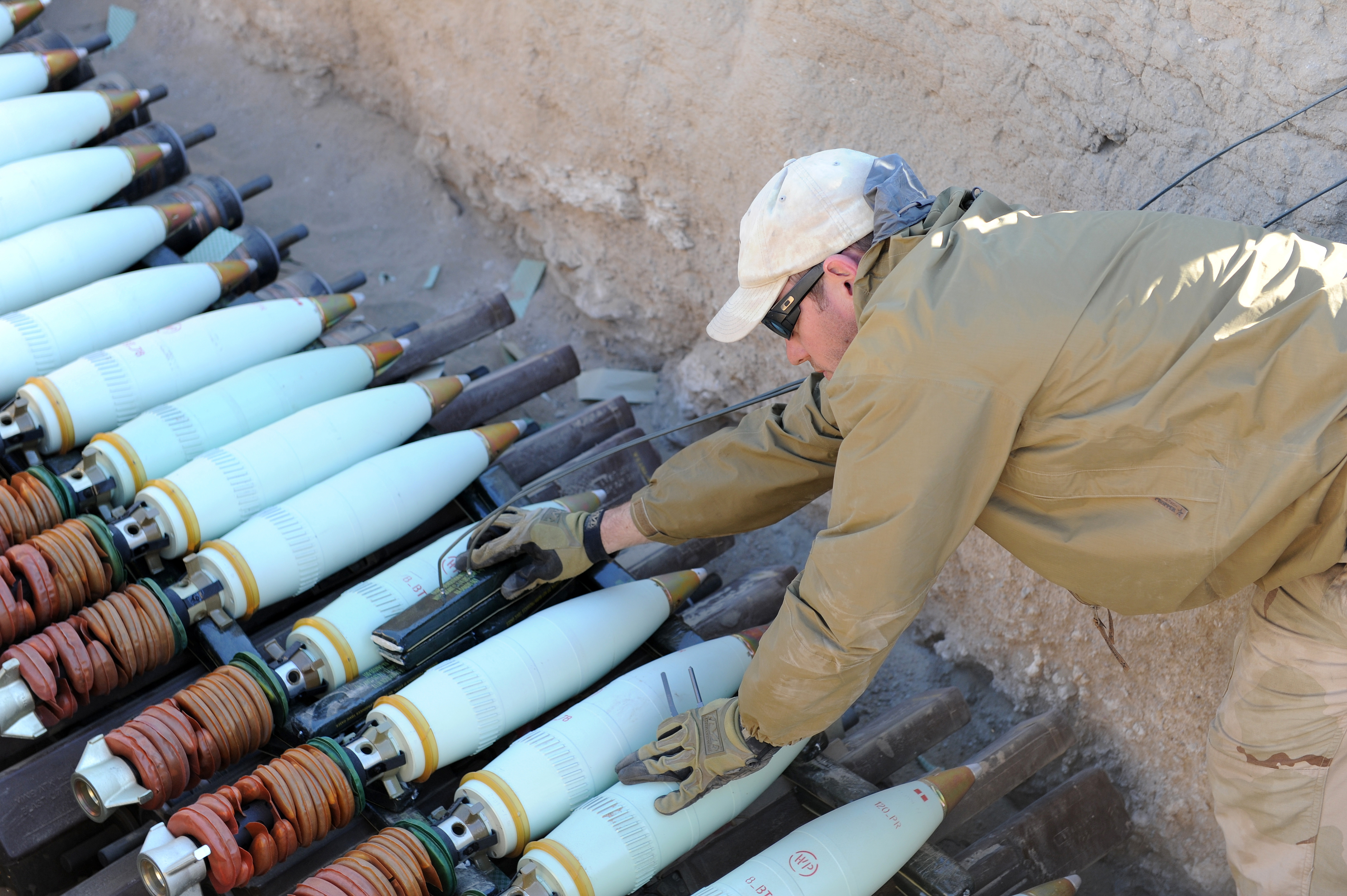
120mm重迫撃砲の弾薬

元々は軍事用語であった。迫撃砲を扱う兵士に重い腰痛を患う者が多かったことからつけられた名である。大砲の車両による牽引や完全に車載化して自走砲としての運用が普及して以後も、特に軽量廉価を旨とする迫撃砲は21世紀現在でも依然として砲の移動まで、ものによっては分解しても数十kgもある部品を人力担送するものがある。射撃時にも、重迫撃砲では20kg前後にもなる弾を次々と砲口から落とし込んで装填する重労働となるために腰などに強い負担がかかって発症したものである。

### 派生的な用法
ここから派生して、迫撃砲を扱わない部隊でも重迫病の名は広く使われたという。さらに、軍とは全く無関係の場でも重度の腰痛を意味する言葉として使われるようになった。その語感や本来の意味から長期に渡る重い物の持ち過ぎで罹る腰痛に用いられる。他の原因で発生した腰痛に用いるのは間違いである。